# Clara Luzia
Clara Luzia, auch Clara Luzia Priemer-Humpel, (* 1. Juni 1978 in Oberretzbach, Niederösterreich als Clara Luzia Maria Humpel) ist eine österreichische Singer-Songwriterin.

## Werdegang

### Clara Luzia
Ihr Debüt legte Clara Luzia im April 2006 vor: Railroad Tracks. Das eigens von Humpel gegründete Label Asinella Records feierte damit seinen Einstand. Produziert wurde Railroad Tracks (wie auch die späteren Alben The Long Memory und The Ground Below) von Alexander Nefzger, der auch für die Produktionen von André Heller, Chris Gelbmann und dem Wiener Liedermacher Kempf 2006 viel Lob bei den Kritikern fand.
Gleich im ersten Jahr ihres Bestehens 2006 konnte Clara Luzia mit ihrer Band neben zahlreichen eigenen Konzerten auch jene von internationalen Größen wie Sophie Zelmani, Sarah Bettens, Badly Drawn Boy oder The Frames eröffnen. 2007 erschien mit The Long Memory ihr zweites Werk, das 2008 mit dem Amadeus Austrian Music Award ausgezeichnet wird. Ihr drittes Album mit dem Titel The Ground Below erschien am 16. April 2009 und wurde bei einem ausverkauften Konzert im Wiener WUK präsentiert. Das vierte Album, Falling Into Place, wurde am 15. April 2011 veröffentlicht, die Präsentation fand erneut im ausverkauften WUK in Wien statt. In der Kinodokumentation Oh Yeah, She Performs (2012) von Mirjam Unger war sie eine der vier porträtierten Musikerinnen. Das fünfte Album We Are Fish wurde am 1. März 2013 veröffentlicht, die Präsentation fand abermals im WUK in Wien statt. Die darauffolgenden Touren brachten Clara Luzia und Band neben Deutschland, Österreich und der Schweiz auch nach Frankreich und England, wo sie im Juli 2013 bei der BBC Radio 6 Music in Marc Rileys Show mit ihrer Band live auftrat. Am 9. Oktober 2015 erschien das weitgehend mit Hilfe einer erfolgreichen Crowdfunding-Kampagne finanzierte, von Julian Simmons produzierte sechste Album Here's to Nemesis, auf dem Clara Luzia von Cathi Priemer (Schlagzeug, Percussion) und PauT (Bass) begleitet wird.
Für Andreas Prochaskas preisgekrönten Film Das finstere Tal lieferte Clara Luzia 2014 gemeinsam mit ihrer Schlagzeugerin Cathi Priemer den Titelsong Sinnerman. Für das Auftragswerk Lavant! von Bernd Liepold-Mosser am Stadttheater Klagenfurt schrieb Clara Luzia die Musik und spielte diese gemeinsam mit Band auch live bei den Aufführungen im Oktober 2015. Weitere Theaterarbeiten folgen: 2018 gemeinsam mit Catharina Priemer-Humpel das Musiktheaterstück "Von den wilden Frauen" unter der Regie von Sara Ostertag, 2019 "Jetzt müssen wir auf morgen warten" von Amina Gusner, 2020 "Die Totenwacht" von Sara Ostertag und 2021 gemeinsam mit Catharina Priemer-Humpel "Alles was glänzt" - ebenfalls unter der Regie von Sara Ostertag.
Für den Film Waren einmal Revoluzzer der Regisseurin Johanna Moder schrieb Clara Luzia die Filmmusik und wurde dafür in der Kategorie "beste Musik" für den Österreichischen Filmpreis nominiert und mit einer Romy ausgezeichnet.

### Privates
Ihre Familie betreibt in ihrem Heimatort das kleine Weingut Humpel.
Am 23. Mai 2014 ging sie eine eingetragene Partnerschaft mit der Schlagzeugerin Catharina Priemer ein.

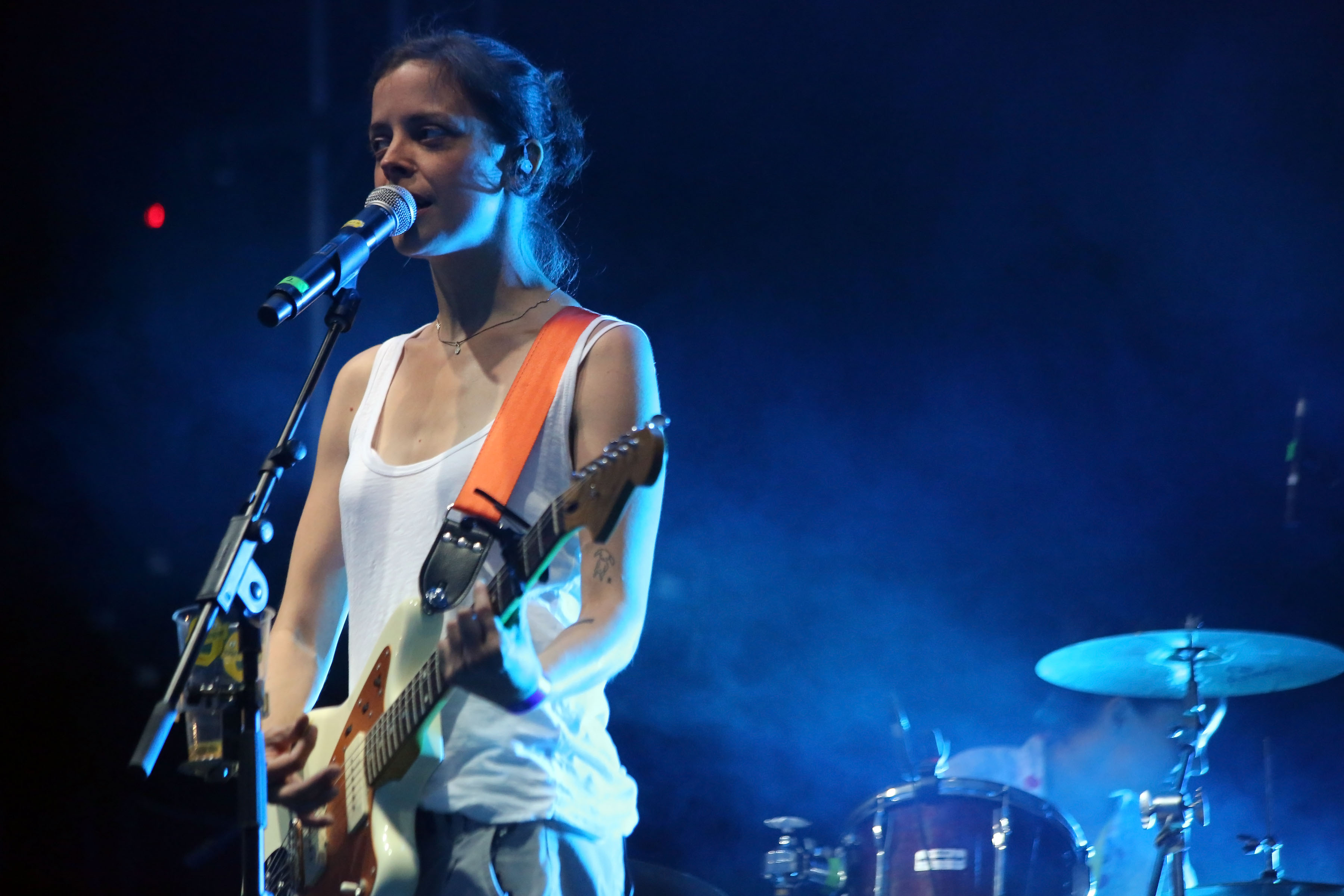
Clara Luzia
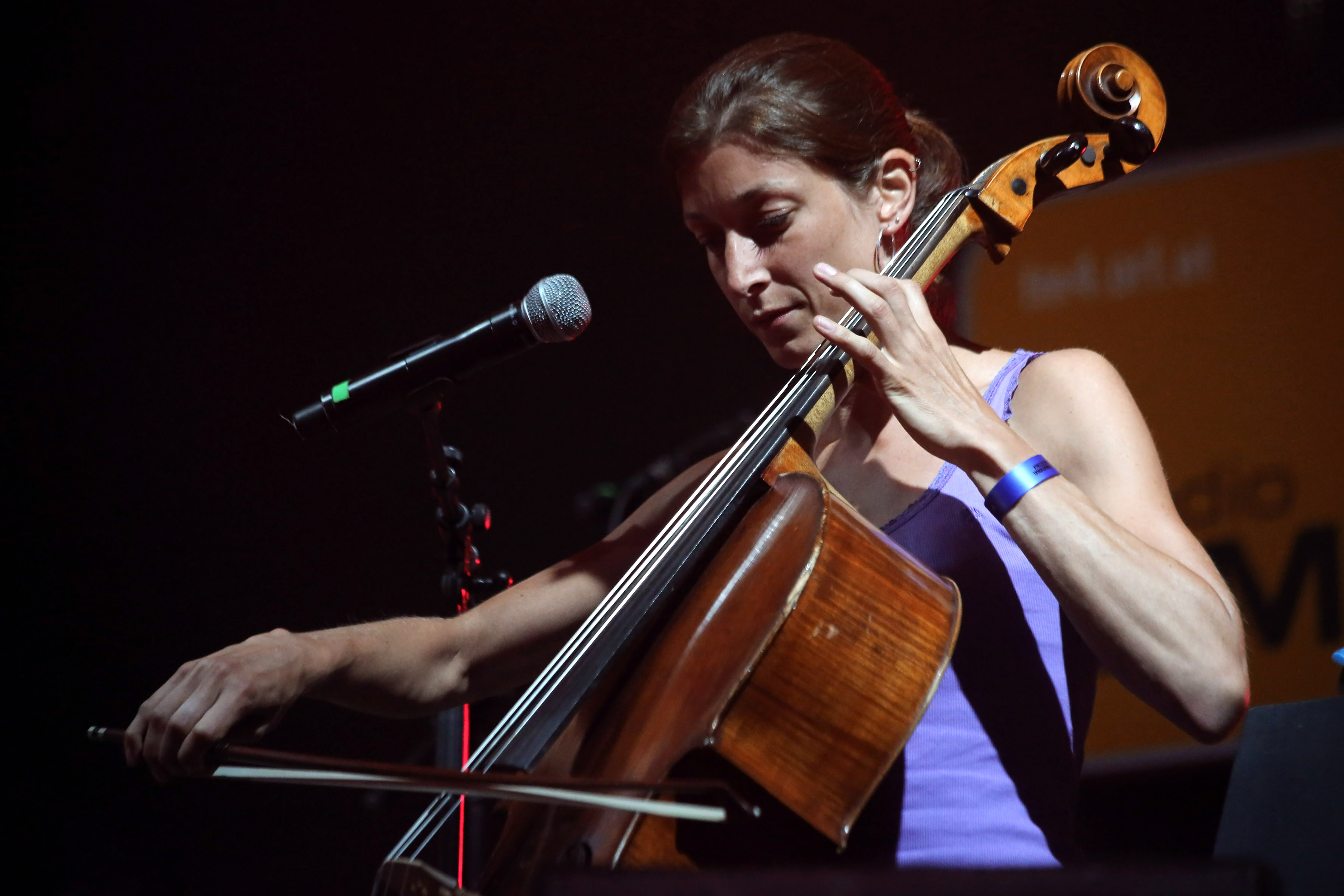
Heidi Dokalik
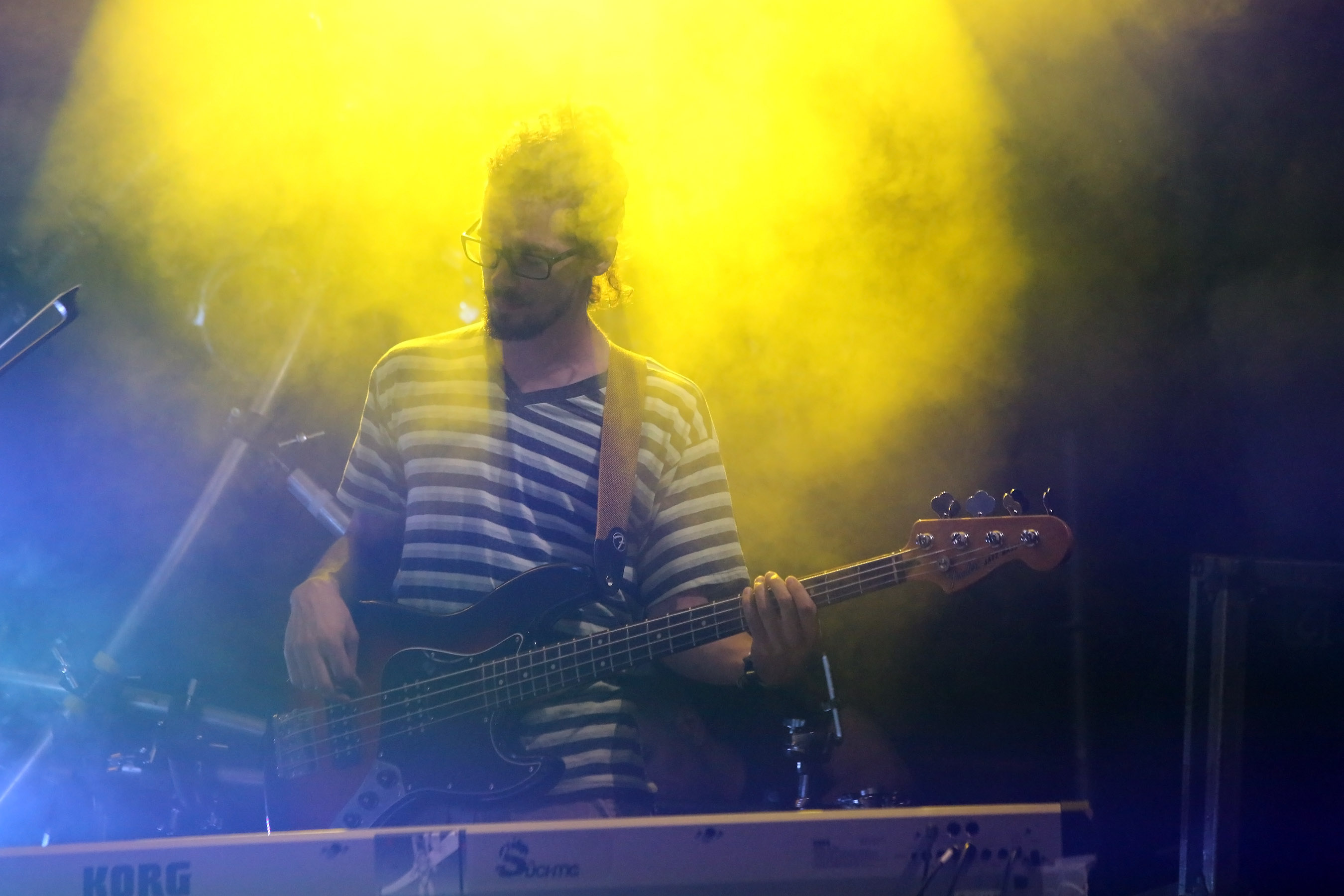
Max Hauer
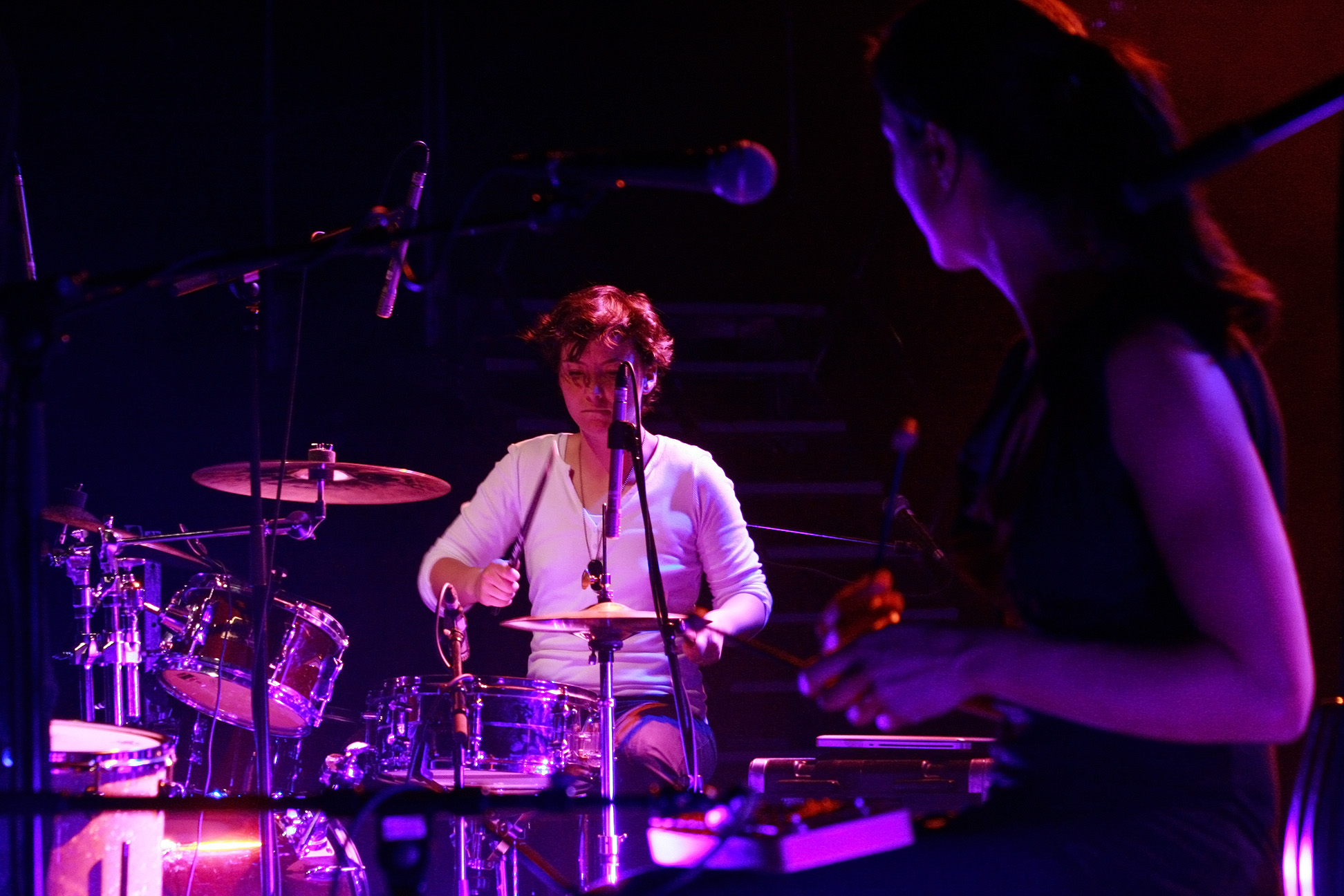
Ines Perschy
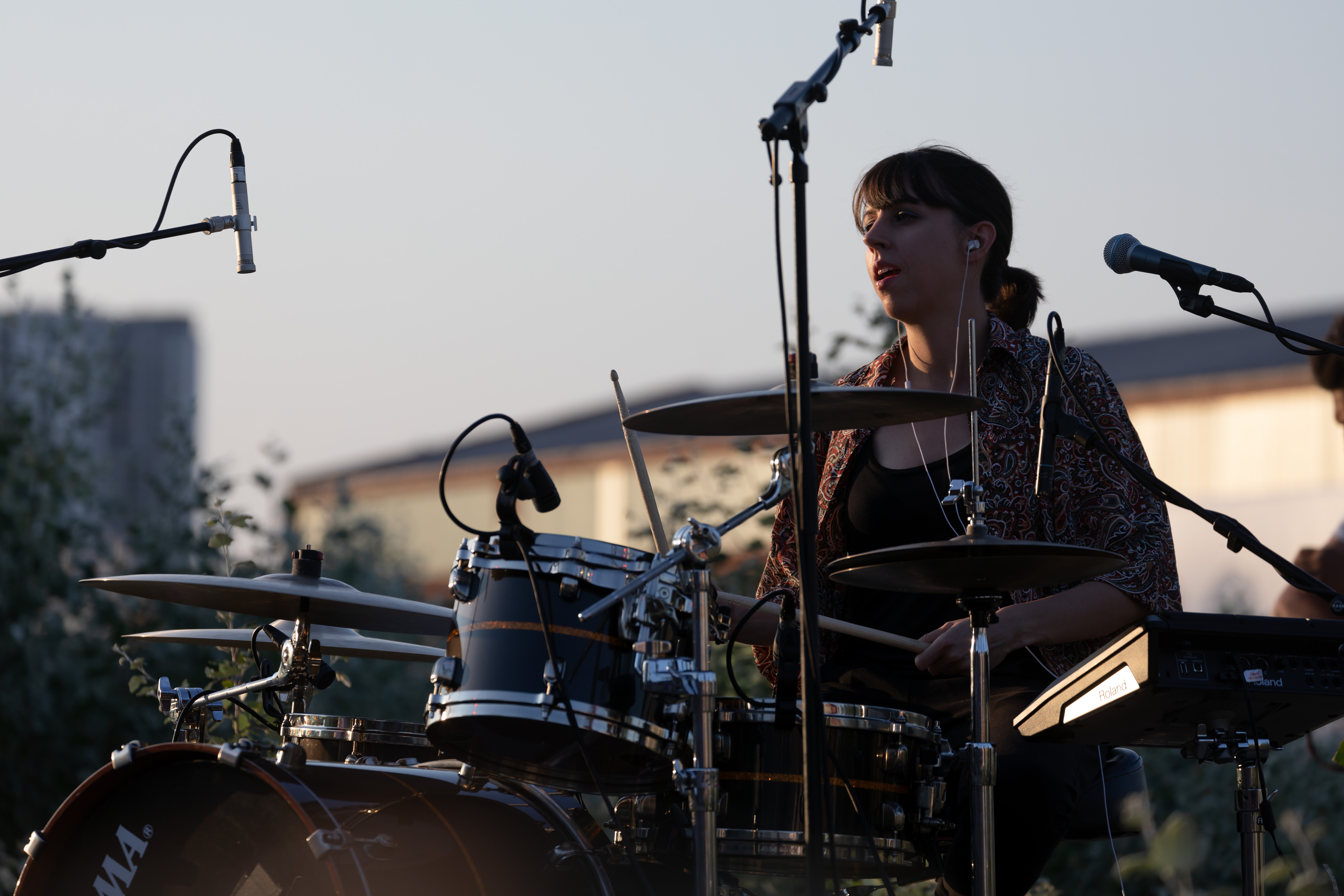
Cathi Priemer

## Auszeichnungen
- 2008: Amadeus Austrian Music Award - „FM4 Alternative Act des Jahres“
- 2018: ASSITEJ Austria - „STELLA-Darstellender.Kunst.Preis für junges Publikum“ für „herausragende Musik“ gemeinsam mit Catharina Priemer für das Kindermusiktheaterstück „Von den wilden Frauen“[7]
- 2021: Romy in der Kategorie Beste Musik für Waren einmal Revoluzzer[5]
- 2024: Preis der Stadt Wien für Musik[1]

## Diskografie
Alalie Lilt
- 2002: Cyclopedia
- 2005: What Is Gone Doesn't Necessarily Disappear

Clara Luzia
- 2006: Railroad Tracks
- 2007: The Long Memory
- 2008: 7" Split Single / Mika Vember
- 2008: The String - And Then Some - EP
- 2009: The Ground Below
- 2011: Falling into Place
- 2013: We Are Fish[9]
- 2015: Here’s To Nemesis
- 2018: When I Take Your Hand
- 2023: Howl At The Moon, Gaze At The Stars!